# سیارک ۸۸۸۷۸
سیارک ۸۸۸۷۸ (به انگلیسی: 88878 Bowenyueli، نامگذاری:2001SQ266)۸۸۸۷۸مین سیارک کشف شده‌است که در ۲۵ سپتامبر ۲۰۰۱ کشف شد.